# Erin Jackson
Erin Jackson (Ocala, 19 settembre 1992) è una pattinatrice di velocità su ghiaccio statunitense, attiva anche nel pattinaggio in linea e nel Roller derby.

## Biografia
Erin è nata a Ocala, in Florida, negli Stati Uniti d'America nel 1992. Ai Giochi panamericani di Toronto 2015 ha vinto l'argento nei 500 metri pattinaggio corsa.
Ha rappresentato gli Stati Uniti a due edizioni dei Giochi olimpici invernali di Pyeongchang 2018 e Pechino 2022. A quest'utima edizione ha vinto la medaglia d'oro nei 500 metri. È stata la prima afroamericana a vincere una medaglia nel pattinaggio su ghiaccio di velocità alle Olimpiadi.

## Palmarès

### Pattinaggio velocità su ghiaccio

#### Olimpiadi
- 1 medaglia:
  - 1 oro (500 m a Pechino 2022)

#### Mondiali distanza singola
- 2 medaglie:
  - 2 argenti (sprint a squadre a Heerenveen 2023; inseguimento a squadre a Calgary 2024)

#### Coppa del Mondo[3]
- 6 podi:
  - 4 vittorie (sui 500m)
  - 1 secondi posti
  - 1 terzi posti

##### Coppa del Mondo - vittorie
| Data             | Luogo               | Stato       | Disciplina |
| ---------------- | ------------------- | ----------- | ---------- |
| 12 novembre 2021 | Tomaszów Mazowiecki | Polonia     | 500 m      |
| 13 novembre 2021 | Tomaszów Mazowiecki | Polonia     | 500 m      |
| 20 novembre 2021 | Stavanger           | Norvegia    | 500 m      |
| 3 dicembre 2021  | Salt Lake City      | Stati Uniti | 500 m      |

### Pattinaggio a rotelle

#### Giochi pamamericani
- 1 medaglia:
  - 1 argento (500 m a Toronto 2015)